# 熱の分子論から要求される静止液体中の懸濁粒子の運動について
『熱の分子論から要求される静止液体中の懸濁粒子の運動について』（ねつのぶんしろんからようきゅうされるせいしえきたいちゅうのけんだくりゅうしのうんどうについて、独: Über die von der molekularkinetischen Theorie der Wärme geforderte Bewegung von in ruhenden Flüssigkeiten suspendierten Teilchen）は、1905年にアルベルト・アインシュタインが発表した論文。1808年にジョン・ドルトンにより最初に提案された原子の実在性を証明した論文である。これは、アインシュタインが奇跡の年である1905年にアナーレン・デア・フィジークで発表した4つの画期的な論文の1つである。
1827年、植物学者のロバート・ブラウンは顕微鏡を用いてちりの微粒子が水中に浮いているのを観察し、それらが不規則に動いているのを発見した。これが「ブラウン運動」として知られるようになった現象である。これは水分子が微粒子に強く当たることにより引き起こされたと考えられていた。1905年、アルベルト・アインシュタインは初めてブラウン運動の統計物理分析を作成することでこれらの分子とそれらの運動の実在を証明した。フランスの物理学者ジャン・ペランはアインシュタインの結果を用いて原子の質量と大きさを実験的に決定し、それによりドルトンの原子論を最終的に検証した。
この論文以前は、原子は有用な概念として認識されていたが物理学者や化学者は原子が本当に実体を持つものかについて熱い議論を交わしていた。アインシュタインの原子の振る舞いに関する統計的な議論により、実験主義者は普通の顕微鏡で原子を数えるという方法を得た。反原子派のリーダーの1人であるヴィルヘルム・オストヴァルトは、後にアルノルト・ゾンマーフェルトに対してアインシュタインのブラウン運動についての完全な説明により原子を信じる方に転換したと語っている。
この論文は、アボガドロ数を推定する当時の最もよい方法も提供していた。アインシュタインの論文から得られる補正値は1桁の有効数字まで正確であった。